# Südend (Fulda)
Das Südend ist ein Stadtbezirk der osthessischen Stadt Fulda.

## Geographie
Der Stadtbezirk Südend liegt zentral, südlich der Fuldaer Innenstadt.

Im Nordwesten grenzt an Fulda-Südend die Innenstadt, im Nordosten der Stadtbezirk Ostend, im Osten der Künzeller Ortsteil Bachrain, im Südosten der Stadtteil Edelzell, im Süden der Stadtteil Kohlhaus, im Südwesten der Stadtteil Johannesberg und im Westen der Stadtbezirk Westend.

## Wirtschaft und Infrastruktur

### Verkehr

#### Straße und Bus
Die Bundesstraße 254 verläuft durch das Südend. Die Bundesstraße 27 verläuft am östlichen Rand.

##### Öffentlicher Personennahverkehr
Das Fuldaer Südend wird durch mehrere Stadtbuslinien der RhönEnergie Fulda mit der Innenstadt und anderen Stadtbezirken bzw. Stadtteilen verbunden. In den verkehrsschwachen Zeiten in der Nacht verkehren Anruf-Sammel-Taxen der RhönEnergie Fulda.

#### Schienenverkehr
Durch das Südend verlaufen die Bahnstrecken Fulda–Frankfurt und Hannover–Würzburg. Es befindet sich jedoch kein Bahnhaltepunkt im Südend. Allerdings befindet sich das Areal des Güterbahnhofs Fulda im Südend. Der nächste Personenbahnhof ist der Bahnhof Fulda.